# Otemachi One

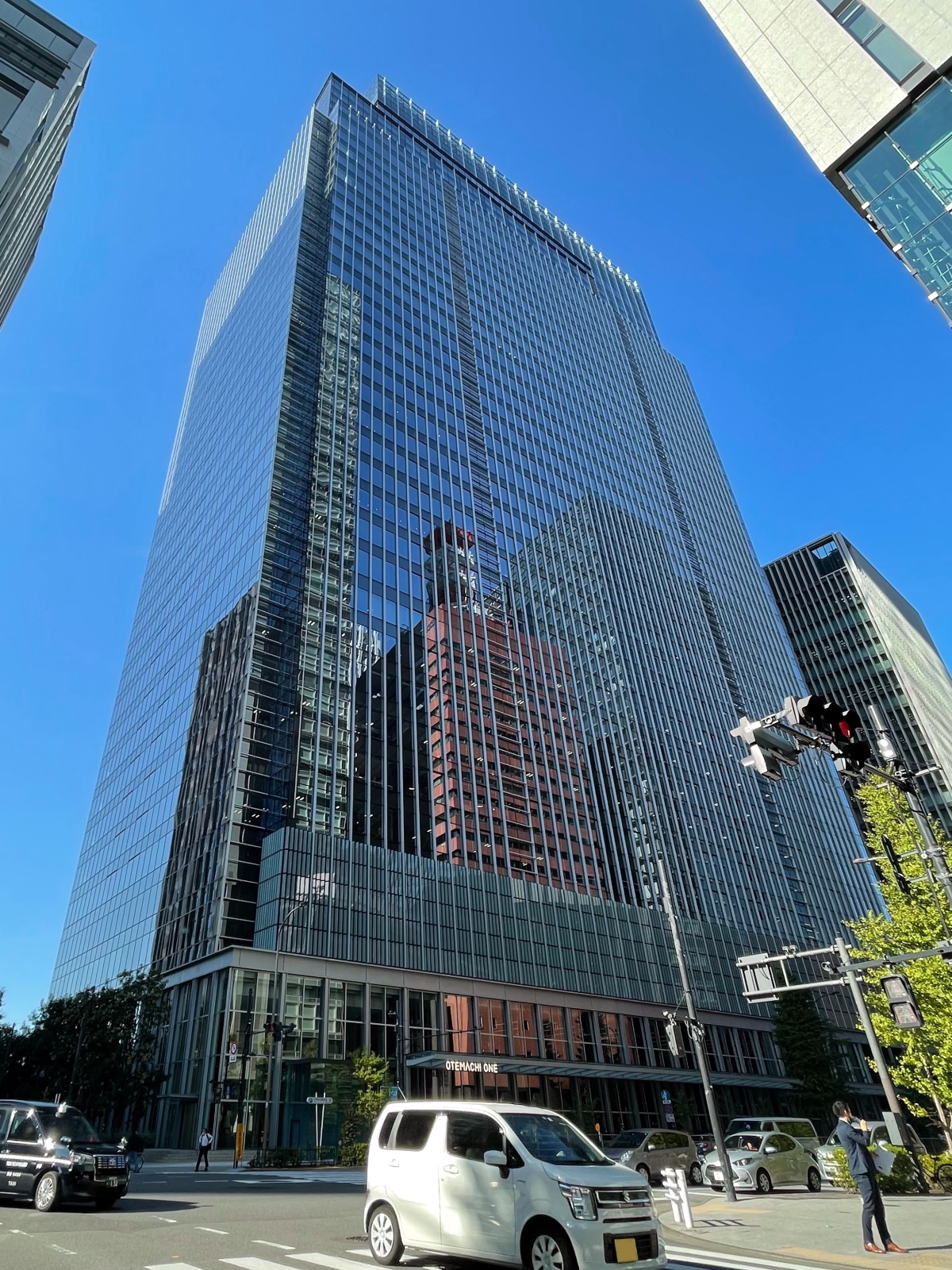

Otemachi One是一棟位於東京都千代田區大手町，由三井物產和三井不動產聯合進行開發的大型綜合設施。四季酒店東京大手町入駐這座建築的頂部。三井物產事實上的總部位於這座建築內。

## 外部連結
- 官方网站
- フォーシーズンズホテル東京大手町 （页面存档备份，存于）